# Войтинська Надія Савелівна
Войтинська Надія Савелівна  рос. Войтинская Надежда Савельевна (1886—1965) — російська жінка-художниця, графік, літературознавець і перекладач.

## Історія вивчення

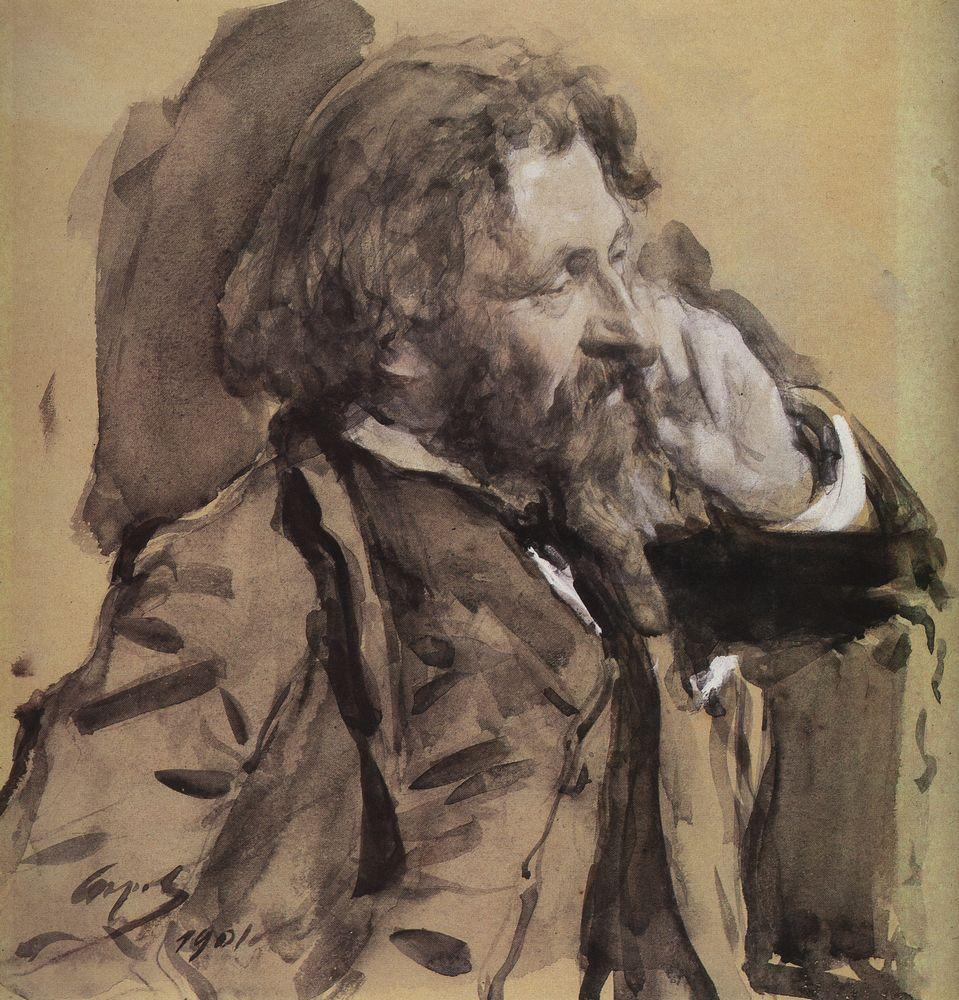
Сєров Валентин Олександрович, «Портрет Іллі Рєпіна», 1901 рік.

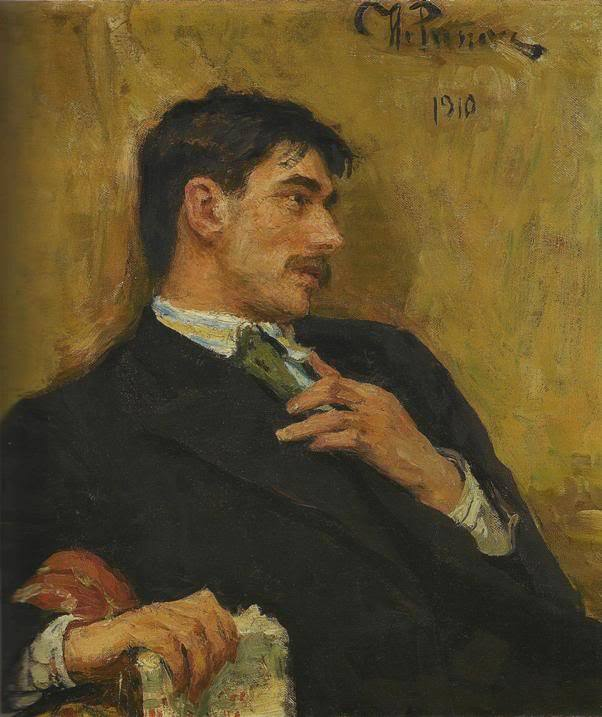
Рєпін Ілля Юхимович. «Корній Чуковський», 1910 рік.

У 1960-ті роки в СРСР відбулося повернення широких мас до поезії, до творчості сучасних поетів і поетів так званого Срібного віку. У музейних та інститутських аудиторіях збирався натовп охочих, послухати виступи поетів. Але умовний Срібний вік характеризувався ще й появою універсально обдарованих митців і діячів культури, серед яких Бенуа Олександр Миколайович (1870—1960), Дягілєв Сергій Павлович (1872—1929), Яремич Степан Петрович (1869—1939), Врангель Микола Миколайович (1880—1915), Курбатов Володимир Якович (1878—1957), жінки- скульптори і жінки-художниці. Серед останніх була і Войтінська Надія Савелівна, художник, графік, літературознавець і перекладач, сама трохи письменниця.
Співробітники Російського музею (на тлі зростання зацікавленості в діячах Срібного віку) звернули увагу на купу літографій з портретами тогочасних літераторів і художників, підписалих або моногамою «НВ», або «Н. Войтинська». Всі літографії передані в музей з реквізованого на користь держави майна емігранта і художника Бенуа Олександра Миколайовича ще 1933 року. Але художницю призабули.
В період розшуків звернулись до ще живого тоді Корнія Чуковського, що знав Надію Войтинську і був портретований нею в літографії. Відповідь Корнія Чуковського збережена :
| На жаль, у мене нема ніяких відомостей щодо Надії Савелівни Войтинської. Пам'ятаю лише, що і мій портрет, і портрет Волошина, і портрет Бенуа були замовлені їй (видавцем) Сергієм Маковським для оприлюднення в журналі «Аполлон». Мій портрет вона зробила дуже швидко — в один сеанс — здивувавши мене своєю сміливою та блискавичною манерою. Вона була молода, приваблива і справляла враження культурної, начитаної особи. Ми посварились із (видавцем) Сергієм Маковським (через ставлення до Рєпіна) і він не розмістив в «Аполлоні» мого портрета, котрий створила Войтинська. Що відбулося з нею в подальшому, я, на жаль, не знаю. |
Але Надію Войтинську встигли розшукати за рік до її смерті, бо вона мешкала в власній квартирі на Кам'яноотровському проспекті (за часів СРСР Кіровському) практично все життя. Тоді і довідались про її подальшу біографію.

## Життєпис. Ранні роки
Майбутня мисткиня з'явилась на світ в родині професора Войтинського Савелія Йосиповича, котрий викладав в Петербурзькому електротехнічному інституті. Дівчина навчалась в Таганцевській гімназії, по закінченні якої в 1903 р. прийшла в приватну студію М. Д. Берншейна, бо мала хист до малювання. Недовго відвідувала Малювальну школу петербурзького Товариства заохочення художників. 1905 року відбула за кордон, де навчалась в приватній студії Віллі Шварца в Берліні. В студії Шварца опанувала швидкий натурний малюнок, техніку створення літографій та реалістичну, але дещо модернову художню манеру. Відвідала також міста Німеччини, Швейцарію та Францію. Через три роки повернулась в Петербург.

## Літографська майстерність
Вже в молоді роки Надія Войтинська дивувала петербурзьких знайомих і діячів мистецтва майстерністю створення літографій та портретним мистецтвом. Вона не робила підготовчих малюнків, як інші, а працювала безпосередьо на самому літографському камені. Бо мала тверду руку і здібності до психологічних характеристик моделей. Прискипливий Ілля Рєпін схвально поставився до літографського портрета того ж Корнія Чуковського, коли побачив привезений йому відбиток. Але вийшла нова неприємність: тепер із художницею посварився видавець Сергій Маковський, чи то через ідейні розбіжності, чи то через бажання не платити молодій художниці, що він і зробив. Тому в журналі «Аполлон» був надрукований лише один портрет роботи Надії Войтинської — «Гумільов Микола Степанович», перший чоловік Анни Ахматової.

## Вир молодості
Але художницю закружляв і вир молодості. Гостинний будинок Надії Войтинської на набережній річки Фонтанка відвідували сама Анна Ахматова, Максиміліан Волошин, балерина Тамара Карсавіна, Костянтин Сомов, молода Ліза Піленко (майбутня емігрантка і поет, героїня французького антифашистського Спротиву, відома як Кузьміна-Караваєва). Як художниця Надія Войтинська була близька до першої генерації митців «Світу мистецтва». Саме Олександру Бенуа вона і передала частку накладу літографських портретів, які не віддала видавцеві Сергію Маковському, частка розійшлася по її знайомим, частка — залишилась в приватному архіві художниці майже на п'ятдесят (50) років.
Вир молодості не став в заваді Надії двічі відвідати Сибір, куди на заслання був відправлений рідний брат Войтинської за антиурядову діяльність. Молода і рішуча Войтинська влаштувалась на Бестужевські курси (перший дозволений царатом в Російській імперії вищий навчальний заклад університетського типу для жінок) на філософський факультет. Надія Савелівна закінчила університет 1916 року за фахом теорія та філософія мистецтва.

## Художні пошуки
Войтинська не припиняє творчих пошуків, звертається до технік темпери та олійними фарбами, робить низку портретів. В Гельсінгфорсі пройшла її виставка, а придбані картини розійшлись по закордонним приватним збіркам.

## Діяльність письменницька і літературознавча

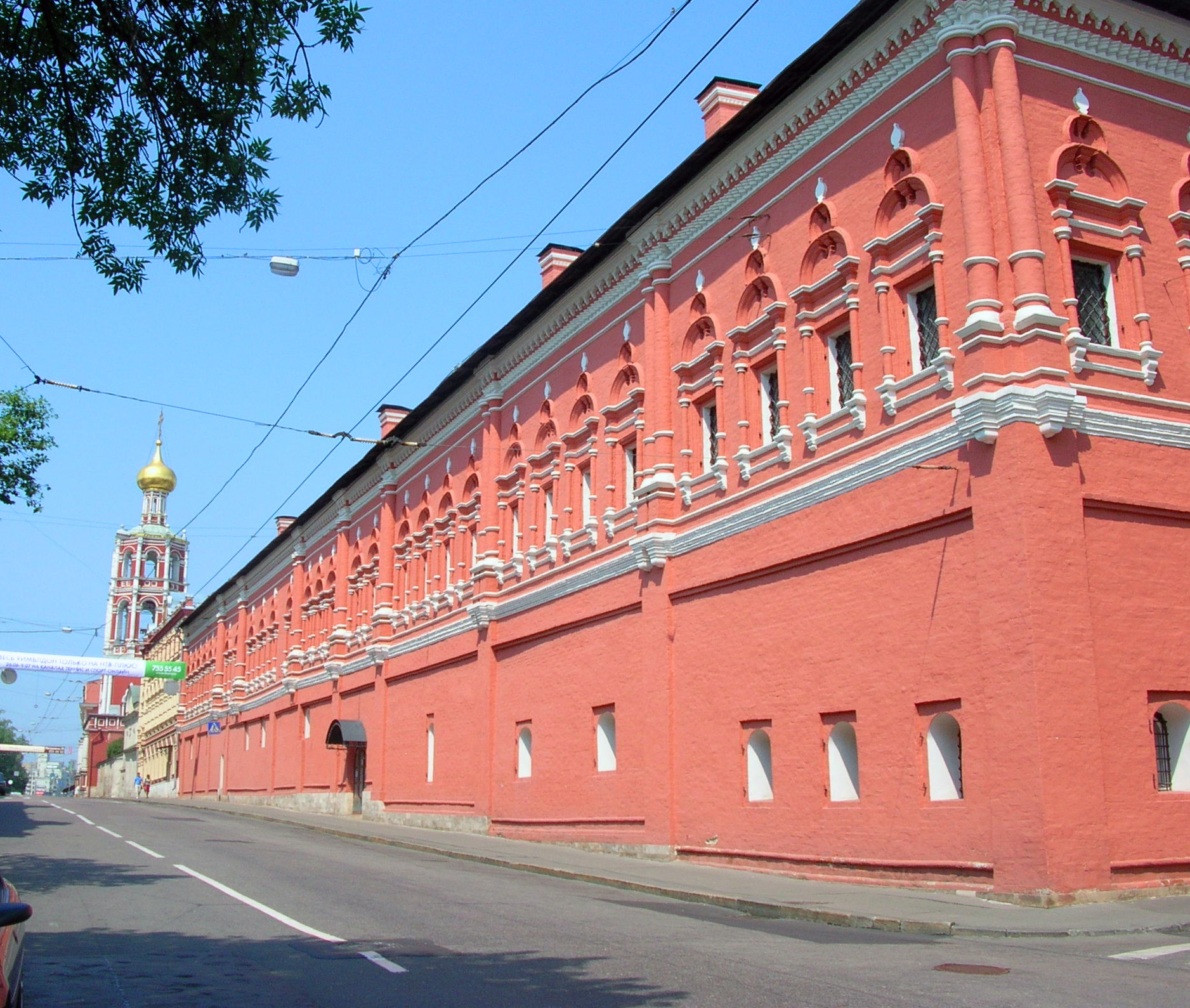
Державний Літературний музей, Москва. Наришкінські палати.

Діяльність письменницька і літературознавча прийшлися на підрадянський період життя Надії Войтинської. Вона працювала в Інституті історії мистецтв, викладала курс лекцій «Діалектичний метод в мистецтвознавстві». Сама звернулась до письменства і стала автором декількох книжок, серед яких «На Північ», «Заколот рівних», «Земля Нансена», «На барикадах», «Пугачовщина», «На шляху в музей». Діяльна особа, Надія Войтинська підготувала до друку низку рукописів, серед яких — * «Рафаель Санті» (монографія)
- «Енгр» (монографія).

І не провина Войтинської, що низка її досліджень не була оприлюднена за часів СРСР. По смерті письменниці її рукописи передані в Національну Російську бібліотеку.

## Войтинська перекладач
Вона вільно володіла декількома мовами, тому довго працювала перекладачем. Завдяки Надії Войтинській російською мовою з'явились
- вірші І. Бехера
- вірші Ш. Петефі
- вірші Е. Вайнерта
- поема Г. Гейне «Зимова казка»
- «Собака Баскервілів» та «Записи про Шерлока Холмса» А. К. Конандойла.

В період війни 1941—1945 років Надія Войтинська залишилась в блокованому місті і працювала в Бюро пропаганди Ленінградського відділку Союзу письменників СРСР, виступала в шпиталях для поранених. По закінчкенні війни працювала керівником катедри іноземних мов Всесоюзного лісотехнічного інституту.

## Доля художнього спадку
Літографські портрети з архіву Войтинської розподілені між збірками радянських Державного Літературного музею Росії, Третьяковської галереї, гравюрного кабінету Музею образотворчих мистецтв імені Пушкіна.

## Вибрані твори
- «Молода пані в старовинному костюмі»
- «Юнаки з птахами»
- «Персонажі під деревом»
- «Співак в човні»
- «М'ясна крамниця»
- серія літографських портретів діячів «Світу мистецтва» та петербурзьких літераторів початку 20 ст.